# Pseudosparianthis picta
Pseudosparianthis picta är en spindelart som beskrevs av Simon 1887. Pseudosparianthis picta ingår i släktet Pseudosparianthis och familjen jättekrabbspindlar. Inga underarter finns listade i Catalogue of Life.